# Frank Lebœuf
Frank Lebœuf (esetenként Franck, vagy Leboeuf) (Bouches-du-Rhône, 1968. január 22. –) francia labdarúgó, színész. A francia labdarúgó-válogatottal 1998-ban világbajnokságot nyert.

## Pályafutása

### Klubszinten
Pályafutását 1986-ban kezdte a francia bajnokság egy alacsonyabb osztályában, majd 1988-ban a Lavalba igazolt. 1991-ben a Strasbourgba szerződött, ahol egészen 1996-ig szerepelt. Ekkor a Chelseabe távozott 2,5 millió angol font ellenében. A klubban pontosan 200 tétmérkőzésen játszott, melyeken 24 gólt szerzett, elsősorban büntetőkből. A Chelseavel két FA-kupát, egy Ligakupát és egy Kupagyőztesek Európa-kupáját nyert. 2001-ben szülővárosa klubjába, az Olympique Marseillebe igazolt, pályafutását Katarban fejezte be.
Leboeuf híres volt a hosszú keresztpasszairól és a büntetőrúgásairól. Több mint 20 tizenegyest végzett el a Chelseaben, és csak kétszer hibázott (a Leicester és a Feyenoord ellen).
Leboeuf jelenleg Los Angelesben él, és a Hollywood United középpályása.

### A válogatottban
A Francia labdarúgó-válogatottban Leboeuf 50 alkalommal szerepelt, melyeken öt gól szerzett. 1998-ban fokozatosan alapemberré vált, így az eltiltott Laurent Blanc helyett játszott a vb-döntőben, amit 3–0-ra megnyertek a brazilok ellen. Ennek ellenére nem tudott alapember maradni, a 2000-es Európa-bajnokságon mégis tagja volt az Eb-győztes csapatnak. Részt vett a 2002-es világbajnokságon is.

## Sikerei, díjai

### Klubcsapatokkal
- RC Strasbourg:
- Francia kupadöntős: 1995
- Intertotó-kupa-győztes: 1995
- Chelsea FC:
- Angol kupagyőztes: 1997, 2000
- Angol ligakupa-győztes: 1998
- Angol szuperkupa-győztes: 2000
- Kupagyőztesek Európa-kupája-győztes: 1998
- UEFA-szuperkupa-győztes: 1998
- Olympique Marseille:
- Francia bajnoki bronzérmes: 2003
- Asz-Szadd:
- Katari bajnok: 2004

### Válogatottal
- Világbajnok: 1998
- Európa-bajnok: 2000
- Konföderációs kupa-győztes: 2001

## Pályafutása statisztikái
| Klub                | Szezon   | Bajnokság   | Bajnokság   | Kupa            | Kupa            | —                 | —                 | —      | —      | Összesen | Összesen |
| Klub                | Szezon   | Mérk        | Gól         | Mérk            | Gól             | Mérk              | Gól               | Mérk   | Gól    | Mérk     | Gól      |
| ------------------- | -------- | ----------- | ----------- | --------------- | --------------- | ----------------- | ----------------- | ------ | ------ | -------- | -------- |
| Asz-Szad            | 2004–05  | 0           | 0           | —               | —               | —                 | —                 | —      | —      | —        | —        |
| Asz-Szad            | 2003–04  | 17          | 6           | —               | —               | —                 | —                 | —      | —      | 17       | 6        |
| Asz-Szad            | Összesen | 17          | 6           | —               | —               | —                 | —                 | —      | —      | 17       | 6        |
| Klub                | Szezon   | Ligue 1     | Ligue 1     | Coupe de France | Coupe de France | Coupe de la Ligue | Coupe de la Ligue | —      | —      | Összesen | Összesen |
| Klub                | Szezon   | Mérk        | Gól         | Mérk            | Gól             | Mérk              | Gól               | Mérk   | Gól    | Mérk     | Gól      |
| Olympique Marseille | 2002–03  | 26          | 2           | 2               | 0               | 1                 | 0                 | —      | —      | 29       | 2        |
| Olympique Marseille | 2001–02  | 25          | 3           | 2               | 1               | —                 | —                 | —      | —      | 27       | 4        |
| Olympique Marseille | Összesen | 51          | 5           | 4               | 1               | 1                 | 0                 | —      | —      | 56       | 6        |
| Klub                | Szezon   | Premiership | Premiership | FA-kupa         | FA-kupa         | Ligakupa          | Ligakupa          | Európa | Európa | Összesen | Összesen |
| Klub                | Szezon   | Mérk        | Gól         | Mérk            | Gól             | Mérk              | Gól               | Mérk   | Gól    | Mérk     | Gól      |
| Chelsea             | 2000–01  | 25          | 0           | 2               | 0               | —                 | —                 | 2      | 0      | 29       | 0        |
| Chelsea             | 1999–00  | 28          | 2           | 4               | 1               | —                 | —                 | 14     | 1      | 46       | 4        |
| Chelsea             | 1998–99  | 33          | 4           | 4               | 1               | 2                 | 1                 | 6      | 1      | 45       | 7        |
| Chelsea             | 1997–98  | 32          | 5           | 1               | 0               | 4                 | 0                 | 9      | 1      | 46       | 6        |
| Chelsea             | 1996–97  | 26          | 6           | 6               | 1               | 2                 | 0                 | —      | —      | 34       | 7        |
| Chelsea             | Összesen | 144         | 17          | 17              | 3               | 8                 | 1                 | 31     | 3      | 200      | 24       |
| Klub                | Szezon   | Division 1  | Division 1  | Coupe de France | Coupe de France | Coupe de la Ligue | Coupe de la Ligue | Európa | Európa | Összesen | Összesen |
| Klub                | Szezon   | Mérk        | Gól         | Mérk            | Gól             | Mérk              | Gól               | Mérk   | Gól    | Mérk     | Gól      |
| Strasbourg          | 1995–96  | 35          | 4           | 3               | 1               | —                 | —                 | 10     | 3      | 48       | 8        |
| Strasbourg          | 1994–95  | 34          | 7           | 6               | 2               | 1                 | 0                 | —      | —      | 41       | 9        |
| Strasbourg          | 1993–94  | 36          | 6           | 1               | 0               | —                 | —                 | —      | —      | 37       | 6        |
| Strasbourg          | 1992–93  | 36          | 12          | 1               | 0               | —                 | —                 | —      | —      | 37       | 12       |
| Strasbourg          |          | Division 2  | Division 2  | —               | —               | —                 | —                 | —      | —      | —        | —        |
| Strasbourg          | 1991–92  | 31          | 11          | —               | —               | —                 | —                 | —      | —      | 31       | 11       |
| Strasbourg          | Összesen | 172         | 40          | 11              | 3               | 1                 | 0                 | 10     | 3      | 194      | 46       |
| Klub                | Szezon   | Division 2  | Division 2  | Coupe de France | Coupe de France | Coupe de la Ligue | Coupe de la Ligue | —      | —      | Összesen | Összesen |
| Klub                | Szezon   | Mérk        | Gól         | Mérk            | Gól             | Mérk              | Gól               | Mérk   | Gól    | Mérk     | Gól      |
| Laval               | 1990–91  | 16          | 9           | —               | —               | —                 | —                 | —      | —      | 16       | 9        |
| Laval               | 1989–90  | 32          | 1           | —               | —               | —                 | —                 | —      | —      | 32       | 1        |
| Laval               |          | Division 1  | Division 1  | —               | —               | —                 | —                 | —      | —      | —        | —        |
| Laval               | 1988–89  | 21          | 0           | —               | —               | —                 | —                 | —      | —      | 21       | 0        |
| Laval               | Összesen | 69          | 10          | —               | —               | —                 | —                 | —      | —      | 69       | 10       |
| Összesen            |          | 453         | 78          | 32              | 7               | 10                | 1                 | 41     | 6      | 536      | 92       |

## Híres idézetek
- „Több sztár van Katarban mint Franciaországban”
- „A sors biztosan velünk van, amennyiben sokat imádkozunk. Nem tudom, hogy az Isten francia-e, de mindenképpen egy jó srác.” – a spanyolok kései kihagyott büntetőjéről a 2000-es Eb-n.[1]
- „Nekem van… megnyertem a világbajnokságot.”

## Filmszerep
- Szerepelt Szabó István Szembesítés (2001) című filmjében.[2][3]